# جامعة دنيبروبتروفسك للشؤون الداخلية
جامعة دنيبروبتروفسك للشؤون الداخلية مؤسسة تعليم عالي أوكرانية، (بالأوكرانية: Дніпро́петровський держа́вний університе́т вну́трішніх справ) هي جامعة تقع في دنيبروبتروفسك أوبلاست، أوكرانيا. تأسست هذه الجامعة في سنة 1966